# Meridià 41 a l'est
El meridià 41 a l'est de Greenwich és una línia de longitud que s'estén des del pol Nord travessant l'oceà Àrtic, Europa, Turquia, Àfrica, l'oceà Índic, l'oceà Antàrtic i l'Antàrtida fins al pol Sud.
El meridià 41 a l'est forma un cercle màxim amb el meridià 139 a l'oest. Com tots els altres meridians, la seva longitud correspon a una semicircumferència terrestre, uns 20.003,932 km. Al nivell de l'Equador, és a una distància del meridià de Greenwich de 4.563 km.

## De Pol a Pol
Començant en el pol Nord i dirigint-se cap al pol Sud, aquest meridià travessa:
| Coordenades                             | País, territori o mar | Notes |
| --------------------------------------- | --------------------- | --- |
| 90° 0′ N, 41° 0′ E / 90.000°N,41.000°E  | Oceà Àrtic            | |
| 80° 29′ N, 41° 0′ E / 80.483°N,41.000°E | Mar de Barents        | |
| 67° 40′ N, 41° 0′ E / 67.667°N,41.000°E | Rússia                | Península de Kola |
| 66° 43′ N, 41° 0′ E / 66.717°N,41.000°E | Mar Blanc             | |
| 66° 41′ N, 41° 0′ E / 66.683°N,41.000°E | Rússia                | |
| 43° 26′ N, 41° 0′ E / 43.433°N,41.000°E | Abkhazia o Geòrgia    | Abkhàzia és un estat parcialment reconegut. La majoria dels estats la consideren part de Geòrgia. Passa a través de Sukhumi. |
| 43° 0′ N, 41° 0′ E / 43.000°N,41.000°E  | Mar Negre             | |
| 41° 12′ N, 41° 0′ E / 41.200°N,41.000°E | Turquia               | |
| 37° 7′ N, 41° 0′ E / 37.117°N,41.000°E  | Síria                 | |
| 34° 25′ N, 41° 0′ E / 34.417°N,41.000°E | Iraq                  | |
| 31° 37′ N, 41° 0′ E / 31.617°N,41.000°E | Aràbia Saudita        | |
| 19° 20′ N, 41° 0′ E / 19.333°N,41.000°E | Mar Roig              | |
| 15° 34′ N, 41° 0′ E / 15.567°N,41.000°E | Eritrea               | Illes Dahlak |
| 15° 33′ N, 41° 0′ E / 15.550°N,41.000°E | Mar Roig              | |
| 14° 40′ N, 41° 0′ E / 14.667°N,41.000°E | Eritrea               | |
| 13° 57′ N, 41° 0′ E / 13.950°N,41.000°E | Etiòpia               | |
| 4° 6′ N, 41° 0′ E / 4.100°N,41.000°E    | Kenya                 | |
| 2° 50′ N, 41° 0′ E / 2.833°N,41.000°E   | Somàlia               | El meridià corre paral·lelament a la frontera amb Kenya, que és d'aproximadament 1 km a l'oest                               |
| 0° 50′ S, 41° 0′ E / 0.833°S,41.000°E   | Kenya                 | Continent i l'illa Pate |
| 2° 12′ S, 41° 0′ E / 2.200°S,41.000°E   | Oceà Índic            | Passa just a l'est de la costa de Moçambic                                                                                   |
| 60° 0′ S, 41° 0′ E / 60.000°S,41.000°E  | Oceà Antàrtic         | |
| 68° 38′ S, 41° 0′ E / 68.633°S,41.000°E | Antàrtida             | Terra de la Reina Maud, reclamat per Noruega                                                                                 |